# Concordia (loża wolnomularska)
Concordia (łac. Zgoda) − dawna loża wolnomularska Niemców wyznania mojżeszowego, której siedziba mieściła się w Katowicach w Hotelu Kaiserhof przy ulicy Stawowej 19 (róg z ul. Młyńską − obecnie hotel nie istnieje).
Loża powstała 17 czerwca 1883, od 1894 jej siedzibą był Hotel Kaiserhof. Była to czwarta w Cesarstwie Niemieckim loża B'nai B'rith. Nosiła numer rzymski: IV oraz numer loży: 340. W 1908 zarys jej historii został opisany w języku niemieckim przez D. Braunschweigera: "Geschichte der Concordia-Loge U.O.B.B. IV. Nr 340 1883-1908. Anlässlich der Feier ihres 25-jährigen Bestehens".